# Psychonotis hebes
Psychonotis hebes är en fjärilsart som beskrevs av Druce 1904. Psychonotis hebes ingår i släktet Psychonotis och familjen juvelvingar. Inga underarter finns listade.